# Blue Rapids
Blue Rapids est une municipalité américaine située dans le comté de Marshall au Kansas.
Lors du recensement de 2010, sa population est de 1 019 habitants. La municipalité s'étend alors sur une superficie de 2 milles carrés (5,18 km2), dont 0,02 mille carré (0,05 km2) d'étendues d'eau.
La localité est fondée en 1870 par un groupe de presbytériens originaires de l'État de New York. Elle est située au confluent des rivières Big Blue et Little Blue et doit son nom à des rapides sur la Big Blue.